# پالمتو (آلاباما)
پالمتو (به انگلیسی: Palmetto) یک منطقهٔ مسکونی در ایالات متحده آمریکا است که در شهرستان پیکنز، آلاباما واقع شده‌است. پالمتو ۱۱۰٫۰۳ متر بالاتر از سطح دریا واقع شده‌است.